# Белов, Рудольф Васильевич
Рудо́льф Васи́льевич Бело́в (род. 25 ноября 1938, Егорьевск) — профессор, Заслуженный артист Российской Федерации (1995), преподаватель кафедры струнных народных инструментов ПЦК «Народные инструменты», педагог.

## Биография
Музыкант родился 25 ноября 1938 года в подмосковном городе Егорьевске. Музыкой начал заниматься в 17 лет в кружке художественной самодеятельности городского Дома культуры. Первым учителем музыки был руководитель ансамбля народных инструментов однофамилец Вл. Вл. Белов.
После окончания 10 класса общеобразовательной школы в 1956 году Рудольф Белов поступил в музыкальное училище им. Гнесиных, после окончания которого в 1960 году поступил в институт им. Гнесиных.
В 1962 году, будучи студентом 3 курса института принял участие во 2-м Всесоюзном конкурсе артистов эстрады. Необычность этого конкурса заключалась в том, что артисты всех жанров боролись за одно первое место, три вторых и пять третьих мест. Домре Р.Белова не хватило 0,1 балла, чтобы стать Лауреатом первой премии. Лауреатом первой премии стал очень популярный в стране вокально-инструментальный ансамбль «Дружба» с солисткой Эдитой Пьехой. Вторые премии жюри конкурса присудило Майе Кристалинской, Эдуарду Хилю и Рудольфу Белову.
Институт окончил в 1965 году в классе П. И. Нечепоренко. После окончания института Р.Белов ведет интенсивную концертную деятельность по городам Советского Союза и за рубежом, популяризирую домру, как старинный русский инструмент в концертах-беседах «Домра-от скоморохов до наших дней».
Выезжал на гастроли в Югославию, Финляндию, Болгарию, ФРГ, Данию и другие страны.
Американская фирма грамзаписи «Mercury» записала концерт для домры соль минор И.Будашкина в исполнении Рудольфа Белова с ОНИ им. Осипова. Также многочисленные записи Белова есть в Фонде Радио, а на пластинке-гиганте фирмы «Мелодия».
Белов начал преподавать в институте им. Гнесиных (ныне Российская академия музыки) с 1963 года, будучи студентом 4-го курса. Свыше ста выпускников, среди которых народные артисты России, заслуженные артисты, профессора, доценты, лауреаты Всесоюзных, Всероссийских и Международных конкурсов (А.Цыганков, Ю.Евтушенко, В.Калинский, Т.Болдырева, Н.Абрамова, Т.Клевко и д.р.)
Является автором переложений многих произведений русской и зарубежной классики (Баха, Моцарта, Паганини, Сарасате, Сен-Санса), современных композиторов (Хачатуряна, Шостаковича, Прокофьева, Шнитке, Галынина, Щедрина и др.).
Им созданы сборники «Концертный репертуар домриста», «Хрестоматия для трехструнной домры для студентов вузов» в пяти томах и учебно-методическое пособие «Искусство игры на домре». Постоянно оказывает методическую помощь педагогам вузов, музыкальных училищ и ДМШ. Неоднократно работал в жюри всероссийских и московских открытых конкурсов.